# August Gräser
August Gräser (* 6. November 1877 in Schwanheim; † 19. Mai 1961) war ein deutscher Kommunalbeamter und -politiker.

## Werdegang

### Beamtenlaufbahn
Gräser kam als Sohn des Bildhauers Johann Gräser und der Anna Maria Susanne Gräser, geb. Kaltenbach, zur Welt. Er wurde 1883 an der Volksschule in Schwanheim eingeschult, kam 1892 an das Realgymnasium in Höchst und besuchte ab 1893 das Humanistische Gymnasium in Montabaur. Im März 1896 legte er das Abitur ab und trat im Anschluss als Verwaltungseleve (heute: Ausbildung zum Verwaltungsfachangestellten) in die Dienste der Stadt Frankfurt am Main. Er wurde Kassengehilfe beim Schlacht- und Viehhof, dann Stadtassistent im Gewerbe- und Verkehrsamt der Stadt. 1906 wurde er Stadtsekretär bei der Stadtkämmerei, im Jahr darauf erfolgte die Ernennung zum Beamten auf Lebenszeit. 1912 wurde er unter Oberbürgermeister Georg Voigt zum Stadtobersekretär bei der Stadtkanzlei ernannt. 1925 wurde er im Rang eines Verwaltungsdirektors mit der Leitung des Verkehrs- und Wirtschaftsamtes der Stadt Frankfurt betraut. In seine Amtszeit fallen die Entscheidungen zum Bau des Waldstadions, des Industriegebiets am Osthafen sowie der Großmarkthalle.
Ab 1939 verschlechterte sich sein gesundheitlicher Zustand und er konnte zeitweise monatelang nicht seinem Dienst nachgehen. Im Dezember 1944 stimmte Oberbürgermeister Friedrich Krebs seiner Pensionierung zu, die zum 1. Mai 1945 erfolgte.

### Stadtrat
Für die kommunalen Belange setzte Gräser sich bereits zu Beginn der 1920er Jahre ein, als die Schwanheimer Volksschule um Realschulklassen erweitert werden sollte. 1946 wählte ihn die Stadtverordnetenversammlung für die Dauer von zwei Jahren zum ehrenamtlichen Stadtrat im Magistrat der Stadt Frankfurt. 1948 wurde er zum Dezernenten für das städtische Feuerlöschwesen ernannt. Zum 31. Dezember 1952 wurde er von seinen Dienstpflichten entbunden.

## Ehrungen
- 1952: Ehrenplakette der Stadt Frankfurt am Main (anlässlich seines 75. Geburtstages)
- 1953: Verdienstkreuz (Steckkreuz) der Bundesrepublik Deutschland
- 1966: Benennung der Schwanheimer Volksschule in August-Gräser-Schule